# 李乐伦
圣李乐伦（Lorenzo Ruiz，17世纪约1600年—1637年9月29日），是菲律宾国第一位被罗马天主教会封圣的圣徒，也是该国第一位殉道者。十七世纪前期，李乐伦为了避难来到日本长崎县，时值德川幕府进行宗教迫害的活动，他因拒绝改变信仰而遇害。1980年代，李乐伦被教宗圣若望·保禄二世追封为圣人。
如今，李乐伦是菲律宾人的主保圣人，据说曾有人向其祈福而使一个两岁大的脑积水女孩得到治愈。